# ويكي

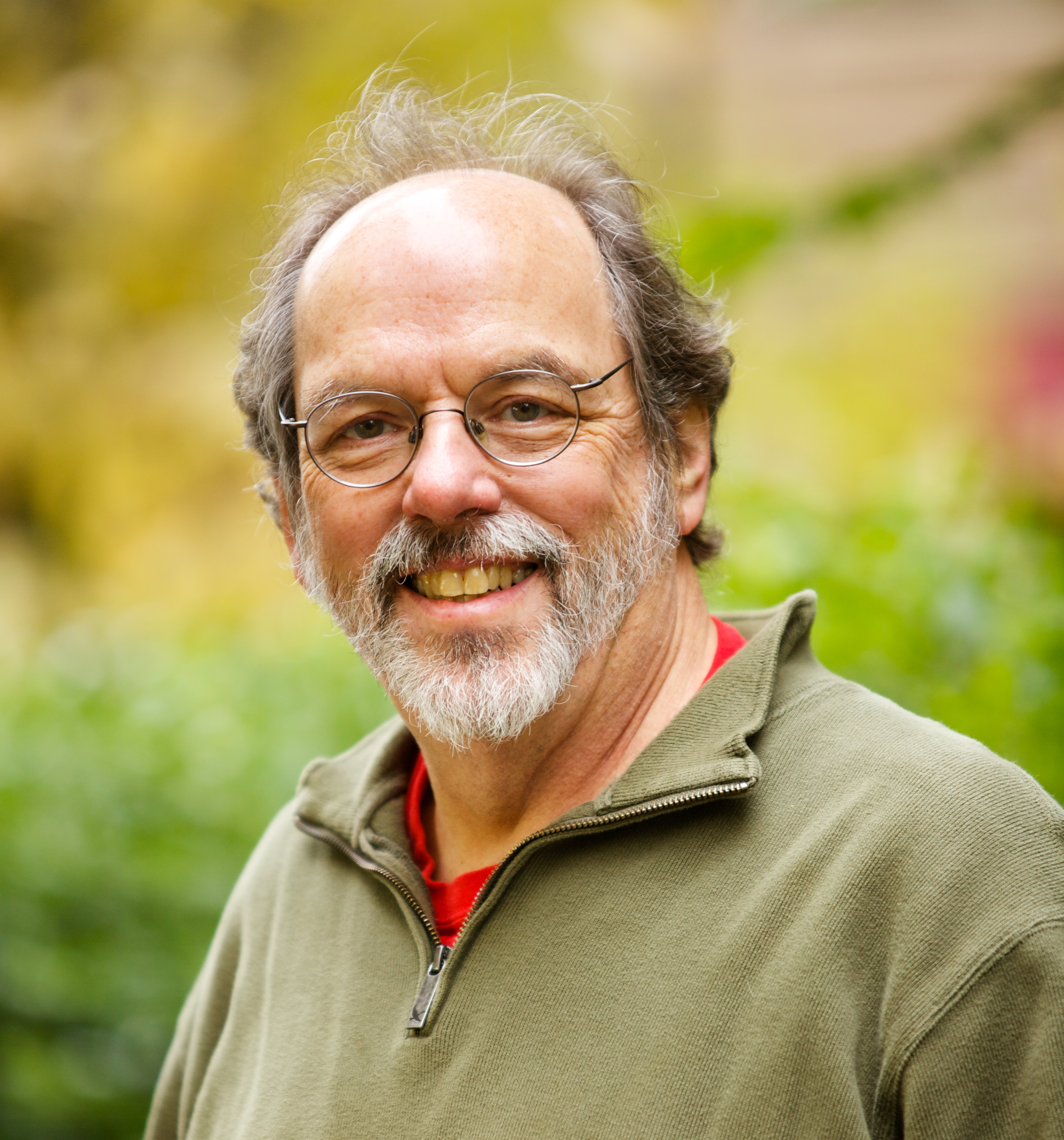
وورد كانينغهام المطور لبرمجيات الويكي الأولى

ويكي (بالإنجليزية: Wiki) هو نوع من المواقع الإلكترونية يسمح للزوار بإضافة المحتويات وتعديلها دون أية قيود في الغالب، وقد تشير كلمة ويكي أيضًا إلى برامج الويكي المستخدمة في تشغيل هذا النوع من المواقع، تعني كلمة ويكي (/wiːkiː/) بلغة هاواي «بالغ السرعة»، وقد استخدمت هذه الكلمة لهذا النوع من أنظمة إدارة المحتوى للدلالة على السرعة والسهولة في تعديل محتويات المواقع.

## تاريخ نظام الويكي
أول موقع أطلق عليه اسم «ويكي» ظهر في 25 مارس 1995 وهو موقع (بورتلاند باترن ريبوزيتوري Portland Pattern Repository) أي «مستودع بورتلاند للنماذج - أو للصيغ». وقد أنشأه وورد كانينغهام وهو الذي اختار لفظ «ويكي» لهذا النوع من المواقع، وفي أواخر التسعينيات من القرن الماضي ازداد استخدام برامج ويكي لإنشاء قواعد معلومات خاصة أو عامة، واليوم يعتبر القسم الإنجليزي من موسوعة ويكيبيديا أكبر موقع ويكي على شبكة الإنترنت. ويكي يتيح للمستخدمين إضافة أو تعديل أو حذف محتوياته عن طريق متصفح «ويب».

## الخصائص المميزة
تتيح برامج الويكي للزوار أن يحرروا مواضيع الموقع جماعيًا وبلغة ترميز بسيطة وباستخدام المتصفح. ما يميز مواقع الويكي بشكل عام هو سهولة إنشاء مواضيع جديدة أو تحديث مواضيع قديمة وتعديلها دون الحاجة إلى وجود رقابة توافق على إنشاء الصفحات أو تعديلها عادةً، وبعض مواقع الويكي لا تتطلب حتى تسجيل الدخول في الموقع لإنشاء أو تعديل مواضيع فيها مميزات إضافية.

### الوصلات المتشعبة
تحتفظ مواقع ويكي بكل محتوياتها في قاعدة بيانات متشعبة، وتستطيع مواقع ويكي معرفة كل صفحة وكل وصلة تصل بين الصفحات، ولا يهم موقع الصفحات هنا، على المشارك في تحرير محتويات الويكي أن يجعل بعض الكلمات تعمل كوصلة وسيُفَعِّل موقع ويكي هذه الوصلات، إن كانت الوصلة تشير إلى صفحة موجودة سينتقل الزائر لها، وإن كانت تشير إلى صفحة غير موجودة سيظهر نموذج لإضافة محتوياتها، وعندما تنشأ الصفحة سيقوم موقع الويكي تلقائيًا بتفعيل كل وصلة تصل هذه الصفحة الجديدة وهذا جيد جدًا.

### تنظيم المحتويات
لا توجد هيكلية محددة لتنظيم المحتويات في مواقع ويكي، فيمكن لأي موقع أن ينظم محتوياته بالأسلوب الذي يناسبه، عادةً لا تحوي مواقع ويكي على صفحات تنظم المحتويات إلا في مواقع ويكي الكبيرة مثل ويكيبيديا، ففي ويكيبيديا هناك صفحة رئيسية تقود الزائر إلى أقسام فرعية أو إلى المواضيع مباشرة، ويمكن الانتقال من موضوع إلى آخر دون الحاجة إلى المرور على صفحات تنظم المحتويات وتقسيمها، هذه المرونة في ويكي غير متوفرة في المواقع التقليدية التي تجبر صاحب الموقع على إنشاء هيكل محدد لمحتويات الموقع قبل وضع هذه المحتويات، أما في ويكي يمكن لصاحب الموقع كتابة المحتويات ثم تنظيمها بالطريقة التي يريدها والتي تناسبه.

## التحكم بالتعديلات
مواقع ويكي صممت بحيث يستطيع أي شخص أن يصحح الأخطاء بسهولة، بدلاً من التركيز على تجنب الأخطاء، لذلك مواقع ويكي تعتبر حرة تماماً ويمكن لأي شخص أن يرتكب الأخطاء، لأن هذه الأخطاء ستصحح من قبل الشخص نفسه أو من قبل أناس آخرين، وهناك خاصية متوفرة في أغلب مواقع ويكي وهي صفحة أحدث التغييرات والتي تعرض قائمة بآخر التعديلات التي أجريت على صفحات موقع ويكي، هذه القائمة توفر وظيفتين، الأولى هي عرض الصفحة قبل آخر تعديل، والثانية هي عرض الاختلاف بين الصفحة الحالية وآخر تعديل أجري عليها، بهذا الأسلوب يستطيع أي كاتب أن يعرف ماذا أضيف للموضوع في كل تعديل، ويمكن إرجاع الصفحة إلى تعديل سابق في حال أن التعديلات الأخيرة لم تكن صالحة.
بعض برامج ويكي تقدم خاصية مفيدة، حيث يمكن لشخص ما أن يراقب المواضيع التي تهمه، ويمكنه رؤية التعديلات التي جرت لهذه المواضيع من خلال قائمة خاصة تسمى «قائمة مراقبتي»، فقد لا ينتبه المرء إلى أن صفحة ما عدلت لأنه لم ير التعديل في صفحة أحدث التغييرات، لكن قائمة مراقبتي تضمن أنه سيرى كل تعديل على الصفحات التي يراقبها، هذه الخاصية متوفرة في برنامج ميدياويكي الذي يستخدم لإدارة موقع ويكيبيديا.

## العبث والتخريب
طبيعة مواقع ويكي المتاحة للجميع والتي تتيح للجميع تعديل المقالات تسمح للبعض أن يعبثوا في المواضيع، وأسباب هذا التخريب كثيرة، فالبعض يعبث لمجرد العبث وتجربة الموقع، والبعض يريد حذف ما لا يوافق رأيه أو تخريب المقالات التي تخالفه الرأي، والبعض يكتب مقالات جديدة لا علاقة لها بتخصص أو توجه الموقع، قد تكون هذه المقالات دعاية له أو دعاية ضد شخص ما أو فكر معين وطبعًا كل هذا من دون أن تسجل في الموقع.
الكثير من برامج ويكي تتيح لمدراء الموقع حماية الصفحات فلا يستطيع أحد تعديلها، وهذا الإجراء يتخذ في حالة المواضيع الخلافية التي يكثر تعديلها دون الوصول إلى وجهة نظر محايدة ترضي جميع الأطراف، وقد تضطر مواقع ويكي في بعض الأحيان إلى وقف الكتابة والتعديل تمامًا في كل الموقع.
بشكل عام يمكن تعديل أي تخريب وإعادة الصفحات إلى ما كانت عليه قبل التخريب، لذلك من الأفضل ترك المخرب يعبث كما يشاء لأنه سيتوقف لاحقًا، بعد ذلك يمكن لأي شخص إصلاح ما عبث به المخرب، ويمكن في بعض المواقع وقف المخرب عن طريق عنوان بروتوكول الإنترنت فلا يستطيع تخريب المقالات أو في بعض الحالات منعه تمامًا من تصفح الموقع وقراءة محتوياته.